# Projet de métro à Strasbourg
La Communauté urbaine de Strasbourg envisage durant les années 1980 un projet de métro. Basé sur le système VAL de la société Matra, il est finalement abandonné le 19 mars 1989 au profit du réseau de tramway, mis en service en 1994.

## Histoire

### Le choix du métro
Après la mise en service du VAL de Lille — premier métro automatique au monde — en 1983, son constructeur, Matra Transport, fait la promotion du système dans les différentes villes françaises. L'entreprise vante la fréquence et la vitesse élevées du VAL, permises par l'automatisation, et l'indépendance vis-à-vis de la circulation automobile.
L'agglomération strasbourgeoise, qui a supprimé son ancien réseau de tramway en 1960, étudie à partir de 1979 la réintroduction d'un tramway moderne pour limiter le trafic automobile qui pose des problèmes croissants d'engorgement des axes routiers. Le projet de tramway, alors appelé « métro léger », prévoit une traversée souterraine du centre-ville, avec un tunnel d'une longueur de 1,6 à 3,5 km selon les scénarios.
Toutefois, le 29 novembre 1985, le Conseil de la Communauté Urbaine de Strasbourg retient finalement le système VAL comme futur système de transport en site propre de l'agglomération strasbourgeoise. Le maire de l'époque, Marcel Rudloff, ménage ainsi les opposants au tramway, qui craignaient un impact négatif sur les commerces du centre-ville. En outre, les décideurs mettent en avant la modernité du VAL et sa capacité plus importante, malgré un coût plus élevé à la construction.
La Communauté Urbaine dessine alors un réseau en « Y » composé de deux lignes. Une première doit relier Illkirch à Hautepierre et une seconde la place Kléber à Hœnheim. Le projet est cependant phasé pour des raisons budgétaires.

### Suppression du trafic de transit routier via l’hypercentre
Celle-ci est mentionnée dans le dernier dossier officiel de présentation du métro d’octobre 1988, avec un plan de la ville et un croquis de la place Kléber sans trafic de transit routier,. Parallèlement à la mise en service du métro, il est prévu que le transit ne soit plus autorisé sur l'axe reliant la place Broglie au pont Kuss. Les trafics de transit entre la place de Lattre et le carrefour Wodli seront reportés sur le réseau autoroutier ou éventuellement sur la ceinture des boulevards qui sera elle-même décongestionnée par le futur contournement Sud. Le dernier dossier de présentation du métro souligne aussi que le contournement Sud, voie rapide de la porte de Schirmeck à la place de l’Étoile alors en construction, est destiné à dévier le trafic de transit vers l'autoroute Ouest de Strasbourg.

### Abandon au profit du tramway
Les travaux préparatoires de la première ligne de VAL, qui doit dans un premier temps relier Rotonde à Illkirch, débutent en 1988. Le chantier doit débuter après les élections municipales de 1989 pour une inauguration en 1994,.
Malgré un relatif soutien de la part de la population, le VAL est cependant contesté par l'opposition municipale socialiste. Celle-ci dénonce principalement le coût à la construction du métro et argue qu'un tramway permettrait de limiter la place de l'automobile en voirie, bien que le projet de VAL inclue la piétonisation d'une partie du centre-ville,,.
Les élections municipales de 1989 voient la défaite de Marcel Rudloff, qui laisse sa place à la socialiste Catherine Trautmann. Ce résultat ne serait toutefois pas tant lié au débat sur le métro qu'à celui sur l'installation du parlement européen à Strasbourg,,. Sur décision de la nouvelle équipe municipale, le projet de VAL est abandonné et remplacé par un réseau de tramway, qui ouvre le 25 novembre 1994. Le tracé de la ligne A reprend en grande partie celui prévu pour la première ligne de métro.

## Réseau envisagé

Métro Strasbourg, ligne 1, les phases, 1986.

Le maire de Strasbourg était persuadé que le souterrain est nécessaire pour la traversée du centre mais aussi pour la desserte de Schiltigheim et du quartier du Neudorf à Strasbourg.
Le terme « 1re ligne » désignait en fait un ensemble de trois axes centrés sur la station Kléber, située place de l'Homme-de-Fer :
- une branche ouest vers Rotonde et Hautepierre ;
- une branche sud vers Illkirch, ne formant en fait qu'une seule ligne avec la précédente ;
- une branche nord vers Hœnheim, constituant une deuxième ligne en correspondance avec la première à la station Kléber.

La 1re phase était constituée de la branche sud (IUT Illkirch, Illkirch Colonne, Baggersee, Ile-de-France, Offenstein, Racing, Neudorf Marché, Étoile, Austerlitz, Ancienne Douane et Kléber) et d'une partie de la branche ouest (Kléber, Gare, Rotonde).
La 2e phase était constituée de l'extension de la branche ouest jusqu'à Hautepierre (Rotonde, rue des Ducs, Hautepierre CHU) et de la première étape de la branche nord (Kléber, av. des Vosges, pl. de Bordeaux, Palais des Congrès, Wacken).
Une extension ultérieure de la branche sud était prévue en direction de l'IUT d'Illkirch, de même que pour la branche nord vers Hœnheim (Hôtel de Ville, rue de Bitche, Mairie Bischheim, Hœnheim).
En plus de la première ligne formée de trois branches, une « 2e ligne transversale Nord-Est - Sud-Ouest » était prévue à long terme sur un tracé passant par la place Brant, puis l'ellipse insulaire, puis Koenigshoffen. Une correspondance avec la « 1re ligne » aurait alors été aménagée à la station Étoile.

## Caractéristiques

### Trafic attendu
À l'horizon 1994/96, date de réalisation de la 1ère phase de la 1ère ligne du métro (Rotonde-Illkirch), un trafic quotidien de 121 000 à 165 000 voyageurs sur le réseau CTS VAL + Bus était prévu. Le VAL seul était estimé à 92 500 voyageurs/jour. La station Kléber devait jouer un rôle dominant avec 1/3 du trafic total de la ligne VAL.
Des gains de temps de déplacements importants étaient prévus et le déficit d'exploitation devait aussi se réduire de façon très importante.

### Matériel roulant
Le métro devait utiliser la technologie du véhicule automatique léger (VAL), véhicule sur pneumatiques développé par Matra Transports. Le matériel prévu, le VAL 206, était le même que celui équipant les métros de Toulouse, de Lille et l'Orlyval.
L'exploitation en rames simples de 26 m de long était jugée suffisante compte tenu des prévisions de trafic.

### Infrastructure en ligne
Le tunnel foré prévu pour le tronçon Rotonde-Racing était un tube unique de diamètre de 6,8 m dont la partie supérieure devait se situer à 7,6 m sous la surface. Long de 4 858 m, sa construction aurait dû nécessiter 34 mois de travaux ; le tronçon au sud du Racing était prévu en tranchée couverte.
Deux tunneliers auraient creusé en même temps le tunnel tube unique : un tunnelier entre Racing et Étoile et un autre entre Étoile et Rotonde.

### Stations
Les stations prévues étaient toutes à quais latéraux. Seule la station IUT d'Illkirch était aérienne, établie en viaduc. Le reste aurait été construit en souterrain profond ou en tranchée couverte. Les stations Île-de-France et Colonne étaient assez largement ouvertes à la lumière du jour, tandis que la station Colonne était baignée dans la nappe phréatique et donc traitée de manière adéquate, comme la station Offenstein. Cette dernière aurait dû être établie à fleur de sol, avec la particularité qu'elle n'aurait pas comporté de mezzanine et que l'accès aux quais se serait fait directement depuis la rue. La station Kléber, point central du réseau, était conçue sur plusieurs niveaux avec superposition des deux lignes en correspondance.